# Wilf Stevenson, Baron Stevenson of Balmacara

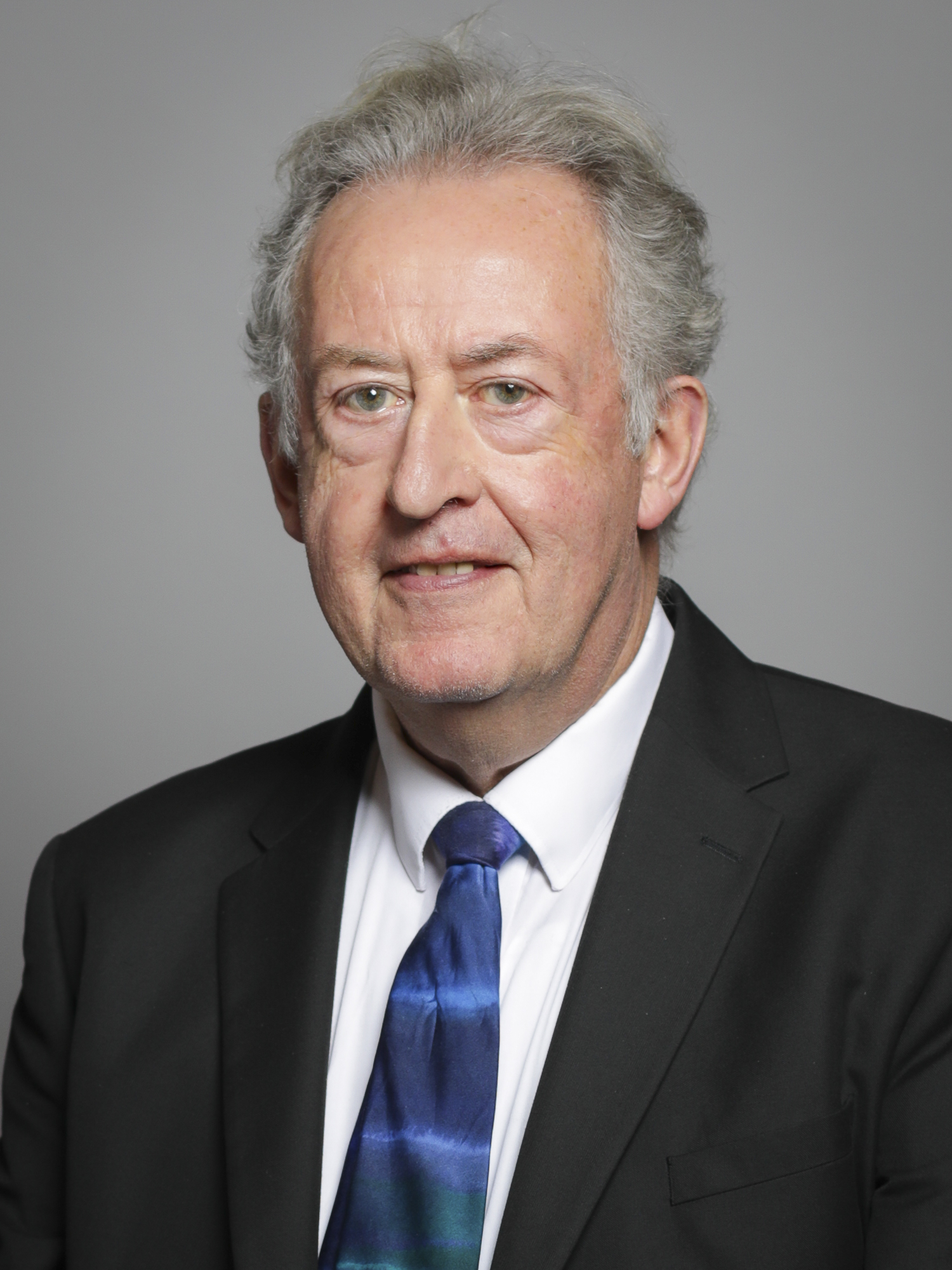
Wilf Stevenson, Baron Stevenson of Balmacara, 2019

Robert Wilfrid „Wilf“ Stevenson, Baron Stevenson of Balmacara (* 19. April 1947 in Kyle of Lochalsh) ist ein britischer Politiker (Labour Party) und Mitglied des House of Lords.

## Leben
Stevenson arbeitete von 1970 bis 1974 an der University of Edinburgh und im Anschluss bis 1987 an der Edinburgh Napier University. 1987 bis 1997 war zuerst als stellvertretender Direktor, dann als Direktor am British Film Institute, bevor er bis 2008 Leiter des Adam Smith Institutes wurde. 2008 bis 2010 war der Sonderberater von Premierminister Gordon Brown und Schulleiter der Prestwood Lodge School bei Chesham. 2008 erhielt den Ehrendoktor der Napier University, 2010 wurde er zum Life Peer als Baron Stevenson of Balmacara, of Little Missenden in the County of Buckinghamshire, und gehört seitdem dem Oberhaus an. Seit 2011 ist er Whip der Oppositionspartei und Sprecher für Wirtschaft und Innovation sowie für Kultur, Medien und Sport.

## Veröffentlichungen
- Als Herausgeber: Gordon Brown. Speeches 1997-2006. Bloomsbury Publishing, London 2006. ISBN 978-0-7475-8837-5.
- Als Herausgeber: Gordon Brown: Moving Britain Forward. Selected Speeches, 1997-2006 . Bloomsbury Publishing, London 2006. ISBN 978-0-7475-8838-2.
- Als Herausgeber: Gordon Brown: The Change We Choose. Speeches 2007-2009. Bloomsbury Publishing, London 2010. ISBN 978-1-84596-632-4.